# Спомен обележје Анастасу Јовановићу у Београду
Спомен обележје Анастасу Јовановићу у Београду налази се испред зграде Фонда за пензијско и инвалидско осигурање - филијала Нови Београд, у Булевару уметности.

## Изглед споменика
Спомен обележје је од мермера облика коцке са једним одсеченим углом ма коме је посебна бронзана овална плоча – барељеф, са ликом Анастаса Јовановића и натписом: „Први српски фотограф, Анастас Јовановић“. На једној страни коцке је натпис „Ово спомен обележје подижемо у част наших предака који међу првима у Европи 1898 године уведоше фонд пензионог осигурања приватника у Србији“. (фотографија)

## Анастас Јовановић
Анастас Јовановић (1817, Враце, државна територија Турске царевине, а данашња Бугарска – 1899, Београд) био је први српски литограф и један од пионира светске фотографије. Свестрана личност, ентузијаста, одан Обреновићима, био је и власник треће произведене Фојгтлендерове камере. Анастас Јовановић је оком свог објектива у бечком атељеу од 1846. до 1858. забележио многе виђене личности свога доба: кнеза Михаила, кнегињу Јулију, Вука Караџића, владику Његоша, кнеза Данила, кнегињу Персиду Карађорђевић, Клеопатру Карађорђевић, патријарха Рајачића, митрополита Петра Јовановића, Илију Гарашанина, Капетан Мишу Анастасијевића, Узун Мирка, Милицу Стојадиновић Српкињу, Бранка Радичевића, Љубу Ненадовића, Ђуру Даничића и др.